# Malba Tahan
Júlio César de Mello e Souza, más conocido por su seudónimo Malba Tahan (Río de Janeiro, 6 de mayo de 1895 - Recife, 18 de junio de 1974), fue un profesor y escritor brasileño, conocido por sus libros sobre las ciencias matemáticas, en particular por El hombre que calculaba.